# Omphale dentata
Omphale dentata är en stekelart som beskrevs av Christer Hansson 1997. Omphale dentata ingår i släktet Omphale och familjen finglanssteklar.
Artens utbredningsområde är:
- Belize.
- Colombia.
- Costa Rica.

Inga underarter finns listade i Catalogue of Life.